# Старый город (Стокгольм)

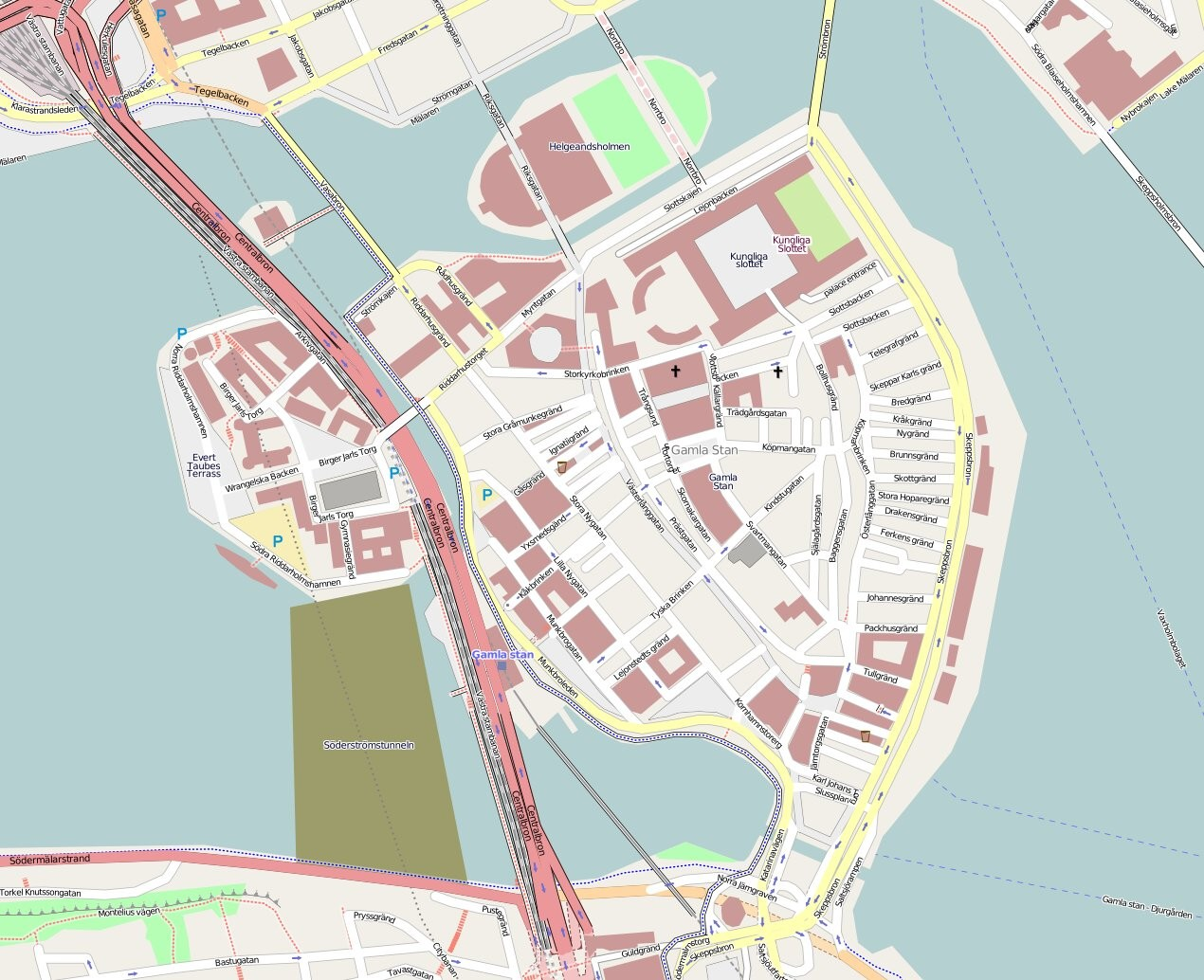
План Старого города в Стокгольме

Ста́рый го́род, Га́мла-Стан (швед. Gamla stan [gamla stan]), до 1980 года официально назывался Город между мостами (швед. Staden mellan broarna) — исторический центр Стокгольма, находящийся на острове Стадсхольмен. Изначально название «Стокгольм» относилось только к Старому городу, но по мере того, как город расширялся, название распространилось на всю территорию нынешнего Стокгольма. По состоянию на 2006 год в Старом городе проживают около 3000 жителей. Старый город относится к району Сёдермальм и имеет площадь 36 гектаров.
Основание этой части города относится к XIII в., поэтому в Гамла Стане много узких мощёных улочек и переулков, а также можно наблюдать старую архитектуру. Северогерманская (или кирпичная) готика оказала сильное влияние на архитектуру Старого города.
В Старом городе находятся:
- Королевский дворец
- Стурторьет
- Музей Нобелевской премии
- Церковь святого Николая
- Немецкая церковь
- Финская церковь[швед.]
- Дворянское собрание
- Здание риксдага
- Переулок Мортена Тротзига — самая узкая улица в Стокгольме
- Мальчик, смотрящий на Луну — самый маленький памятник Швеции на открытом воздухе
- Королевский кабинет монет
- Рунический камень U53

и другие достопримечательности.

## Транспорт
На острове находится станция метро Gamla Stan, через которую проходят поезда Красной и Зеленой линий стокгольмской подземки (Tunnelbana).